# Савка Јаворина Вујовић
Савка Саша Јаворина Вујовић (Студенци, код Госпића, 4. август 1918 — Београд, 19. јануар 2002) била је учесница Народноослободилачке борбе, друштвено-политичка радница СР Србије и народни херој Југославије.

## Биографија
Рођена је 4. августа 1918. године у Студенцима, Перушић, Госпић. Потиче из српске породице. Гимназију је учила у Госпићу и Загребу, а Средњу медицинску школу у Београду. У школи је дошла у додир са омладинским покретом, коме је приступила 1936. године. Радила је у Омладинској секцији Женског покрета, Задрузи младих девојака, доцније у друштву Полет и у Стручном удружењу медицинских сестара.
Хапшена је 1937. и 1940. године. После изласка из затвора, априла 1940. године, примљена је у чланство Комунистичке партије Југославије (КПЈ). У КПЈ је примио Ненад Парента, са којим се повезала још 1936. године. Када је почео устанак 1941. године, Саша је била секретар партијске организације при болницама у Београду.
Радила је на окупљању санитетских кадрова за партизанске одреде и прикупљању санитетског материјала. Тада је била и члан Месног одбора Народноослободилачког фонда у Београду. Септембра 1941. године је отишла из Београда у Расински партизански одред. Најпре је била борац, а затим је као политички комесар чете учествовала са овим одредом у многим борбама које су вођене на Блацу, Шиљеговцу, Рибарској Бањи и другим местима.
Године 1943. била је члан Обласног комитета КПЈ за Косово и Метохију. Маја исте године пребацила се на Шару, са групом партизана отишла на терен Куманова и Врања, где је формиран одред, а касније Прва косовско-метохијска бригада на терену Црне Траве. Саша је постала политички комесар те бригаде. Фебруара 1944. године рањена на Биљачи у борби са бугарским окупаторским јединицама.
Косовско-метохијска бригада која се пробијала ка Јегејској Македонији водила је непрекидне борбе са четницима. На путу од Козјака за Кукуш планину, који је трајао 25 дана, бригада је водила 30 борби. У врло тешким условима, у непрекидној борби, читава бригада је показала изванредан хероизам. Саша, политички комесар, била је оличење тога хероизма. Јула 1944. године Саша је прешла у Осму српску бригаду 22. дивизије, у којој је такође била политички комесар. 8. септембра 1944. ослобађали су Врање и Владичин Хан. У децембру је дошла у ослобођени Београд и на Чукарици формирала партијску организацију. Касније је била секретар Трећег рејонског комитета Партије у Београду.
Године 1946. отишла је у Зајечар и била секретар Среског и члан Окружног комитета КПЈ за Зајечар. Од 1947. до 1953. радила је у Кадровској управи Централног комитета КП Србије, у Београду, а од 1953. до 1955. године је била секретар Среског комитета СКЈ за Светозарево.
Од 1955. године радила је у администрацији Савезног извршног већа (СИВ) у Београду.
Умрла је 19. јануара 2002. у Београду. Сахрањена је у Алеји заслужних грађана на Новом гробљу.
Носилац је Партизанске споменице 1941. и других југословенских одликовања, међу којима су Орден за храброст, Орден партизанске звезде са сребрним венцем (29. јануара 1945. године)  и др. Орденом народног хероја одликована је 9. октобра 1953. године.

## Галерија
- Група бораца Косовског партизанског одреда
- Жене народни хероји са Титом (Славка прва с десна)
- Гроб Савке Јаворине у Алеји заслужних грађана на Новом гробљу у Београду
- Партизанска споменица 1941.
- Орден народног хероја